# Văleni (Căianu), Cluj
Văleni (în maghiară Largatanya) este un sat în comuna Căianu din județul Cluj, Transilvania, România.

## Imagini

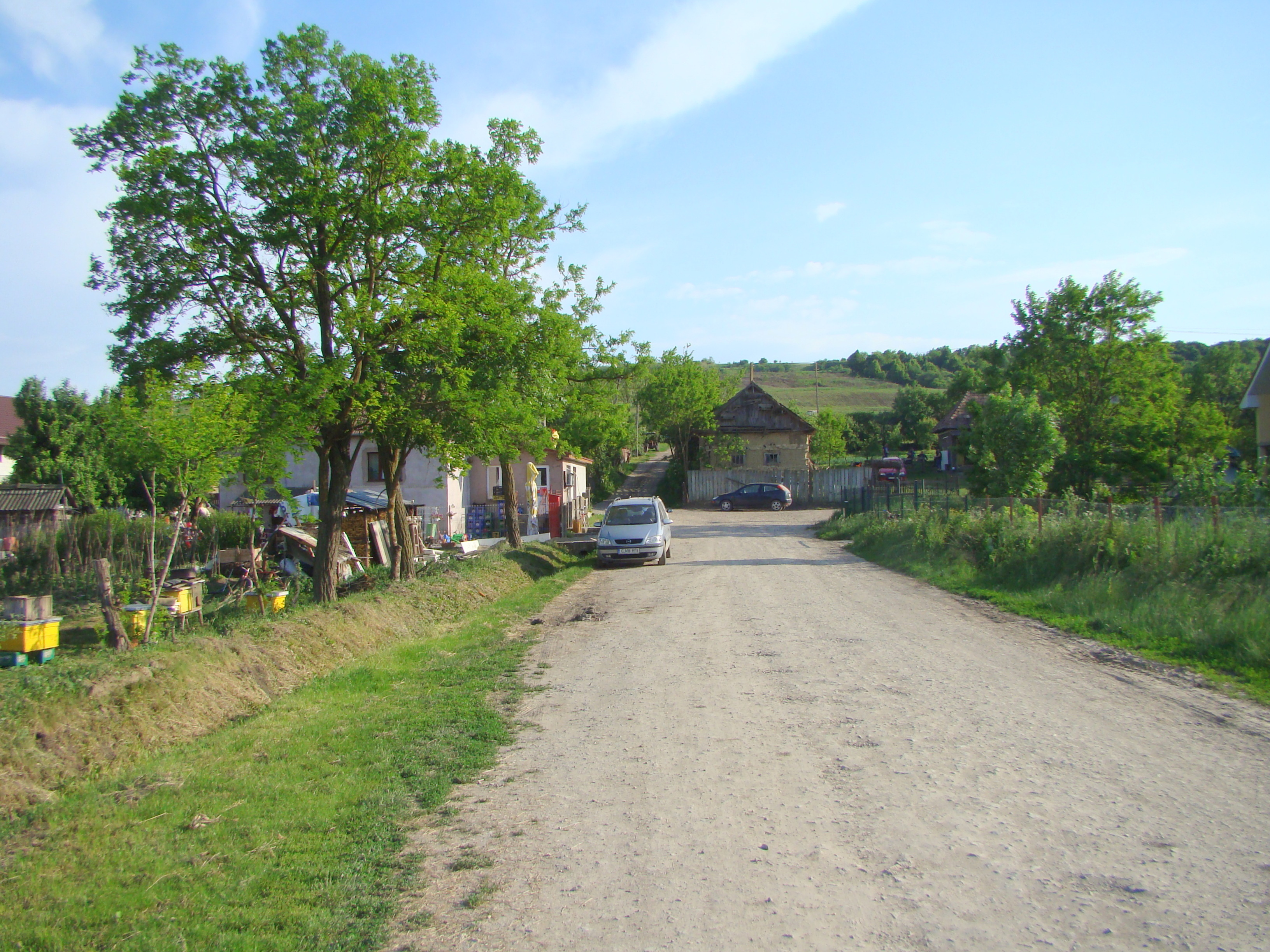
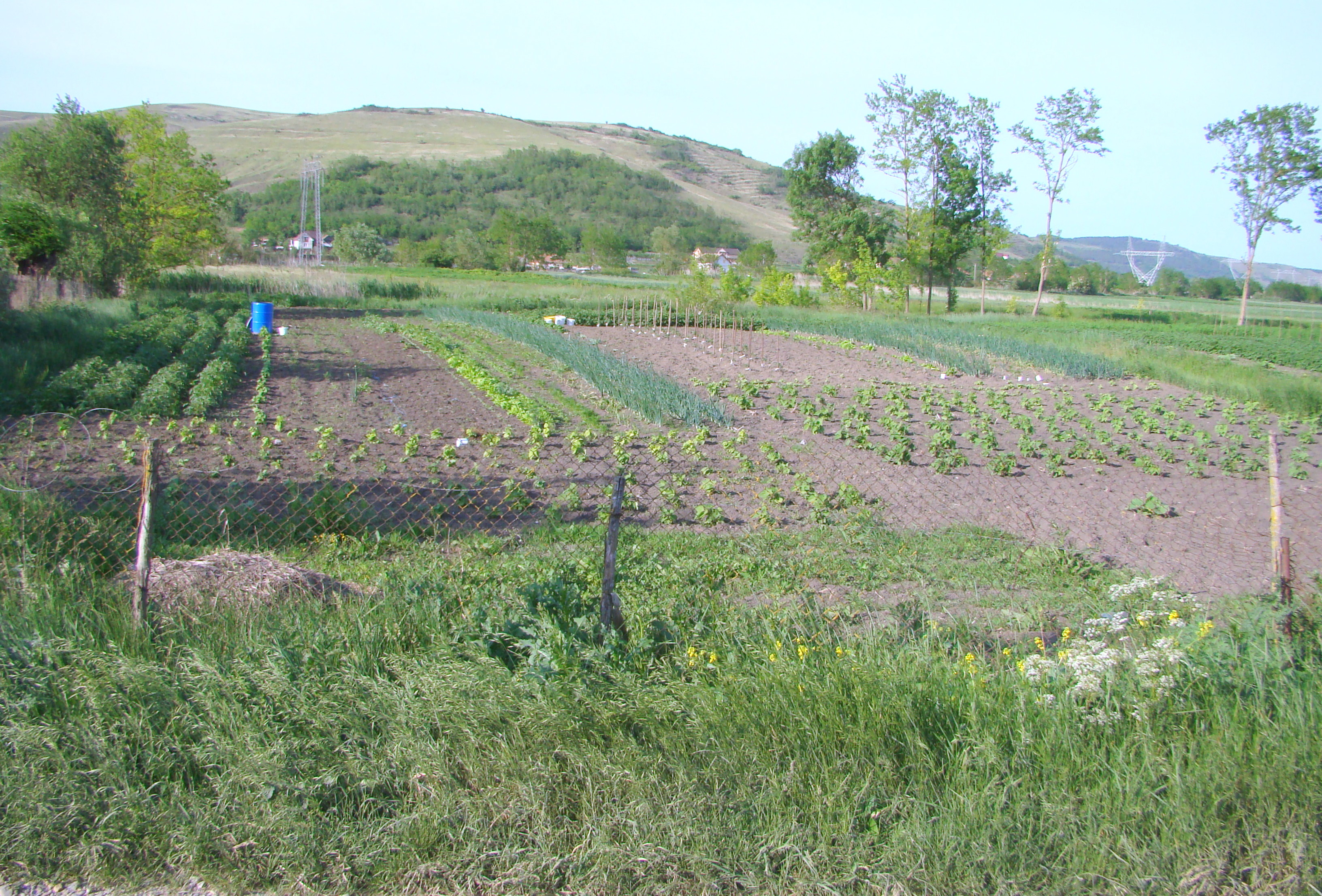
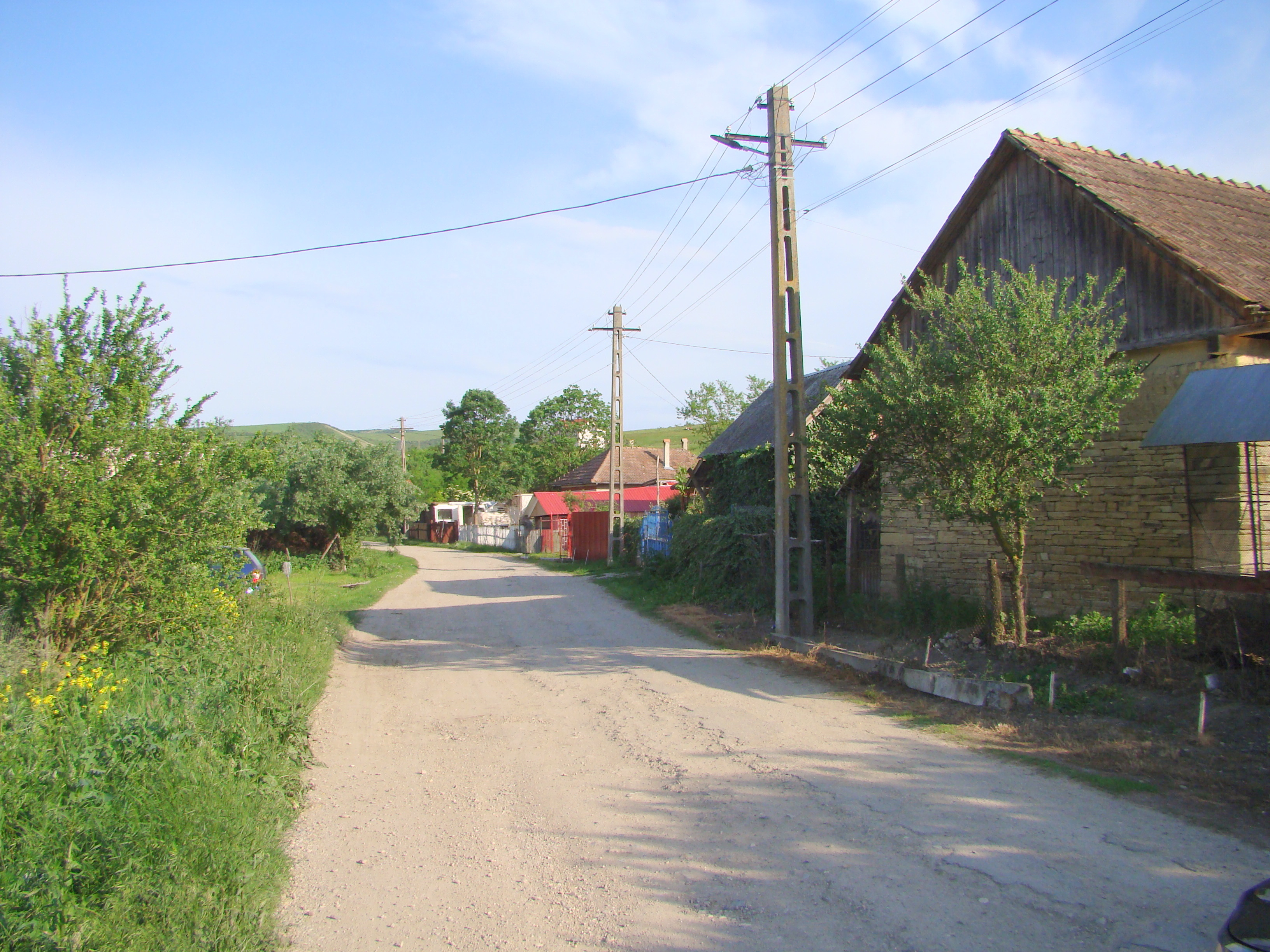
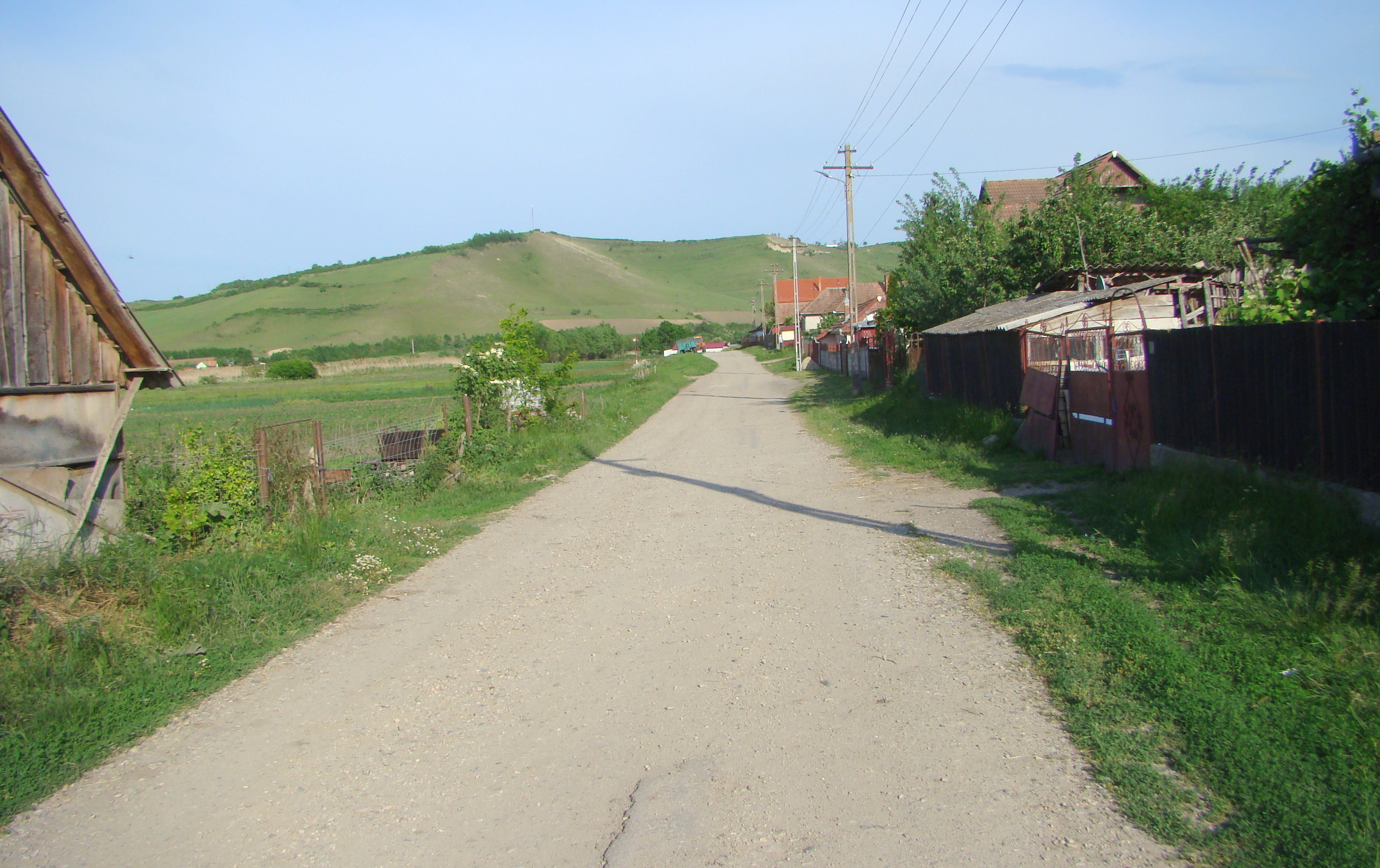
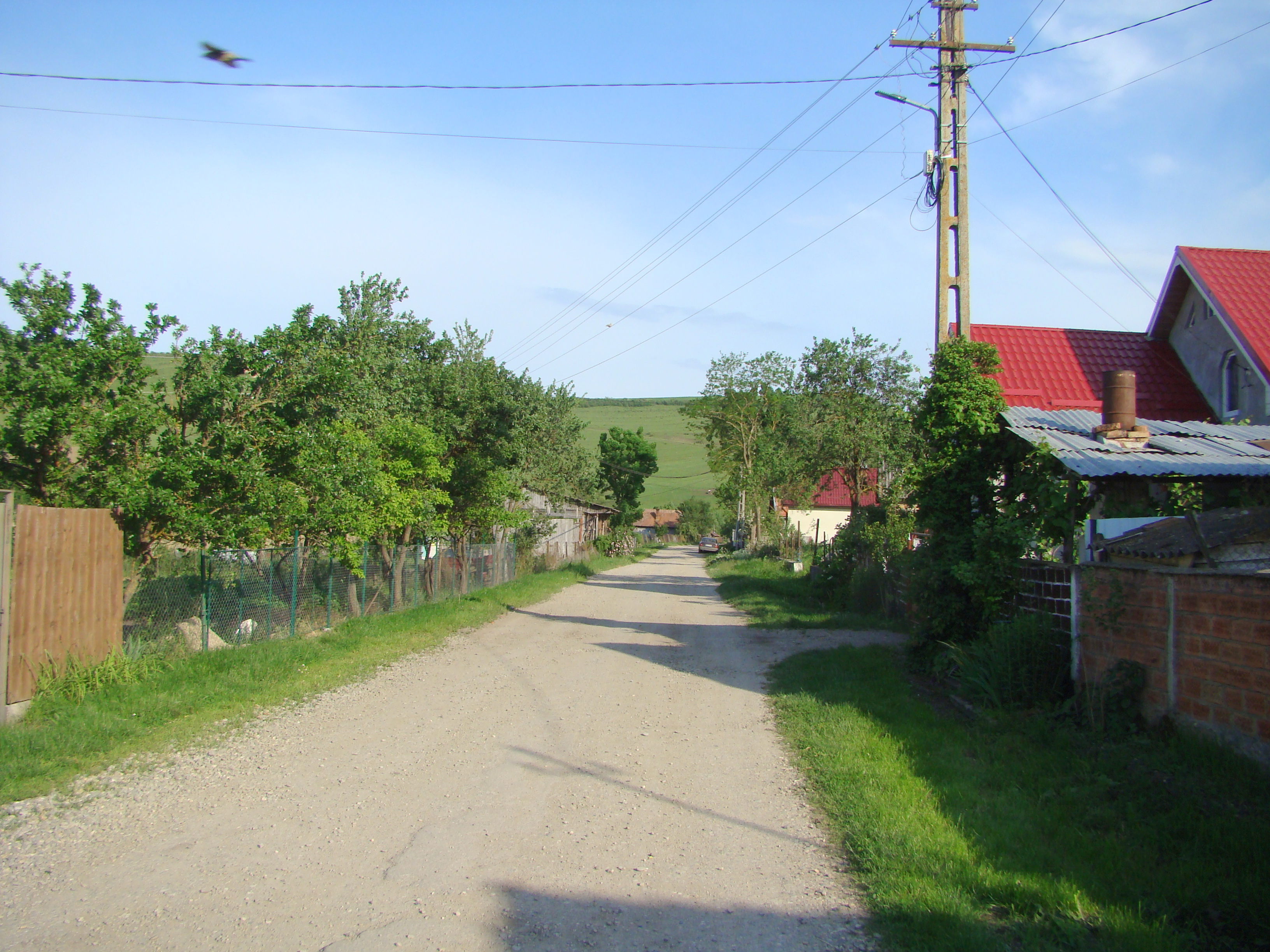
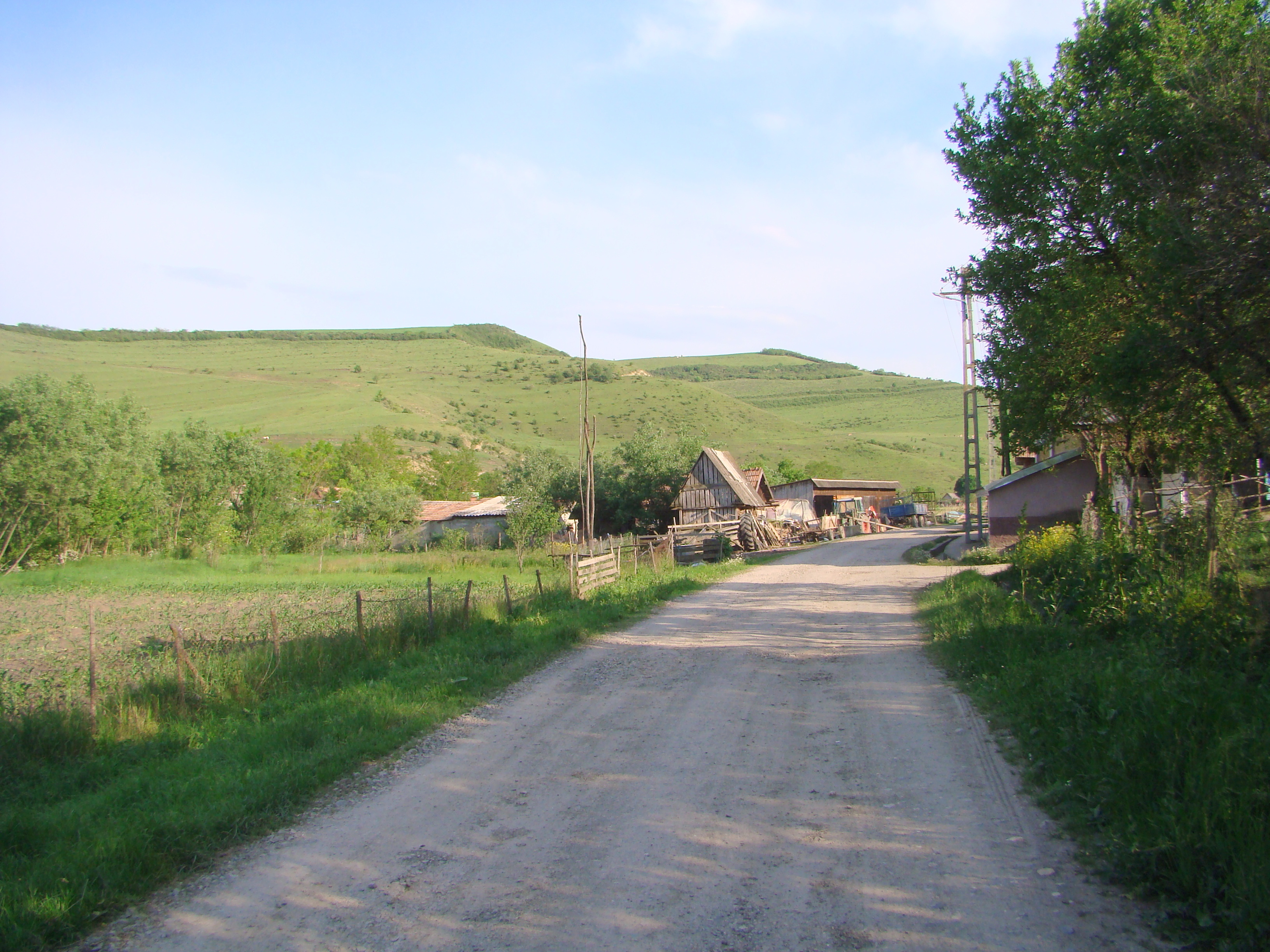
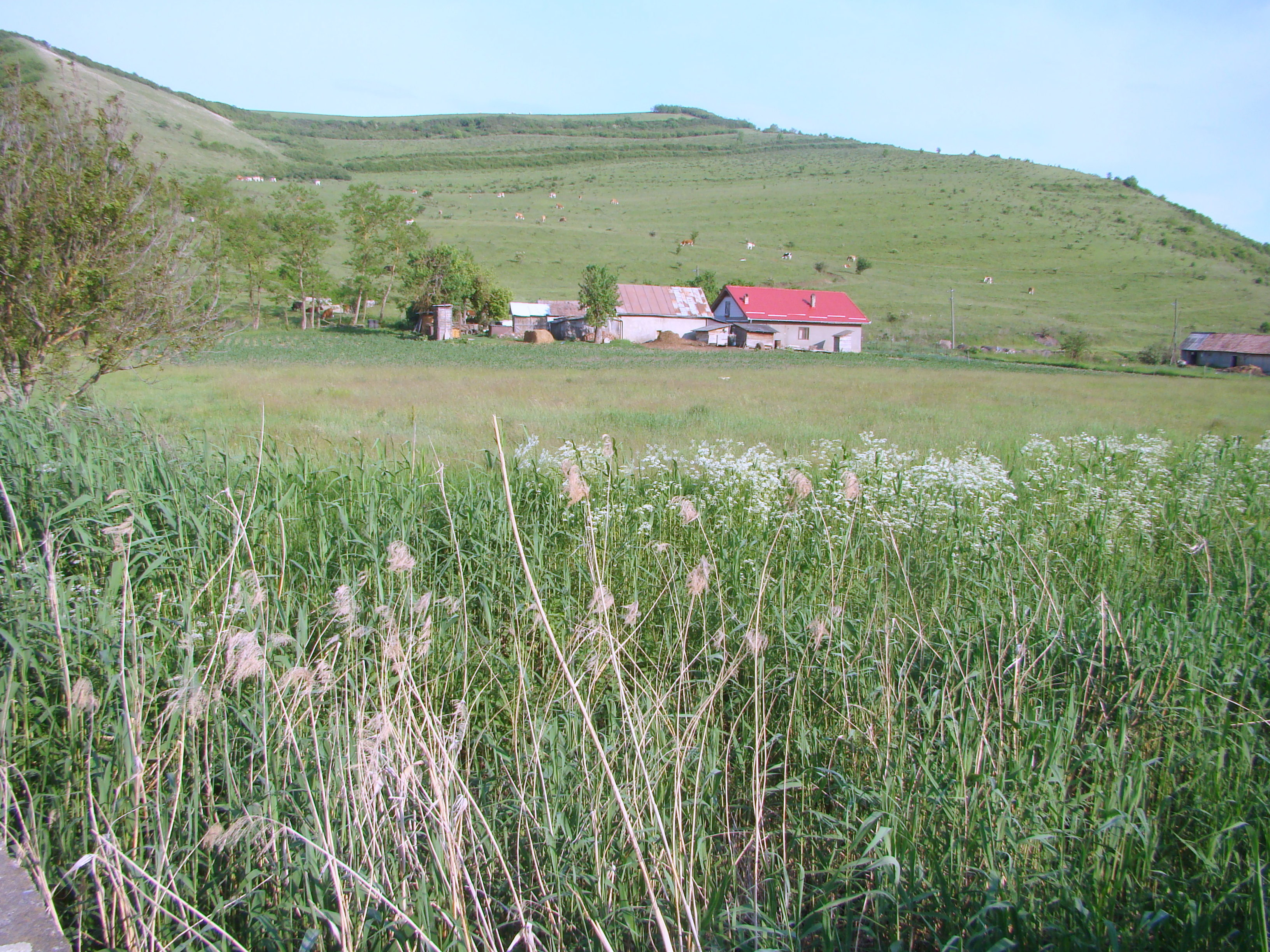
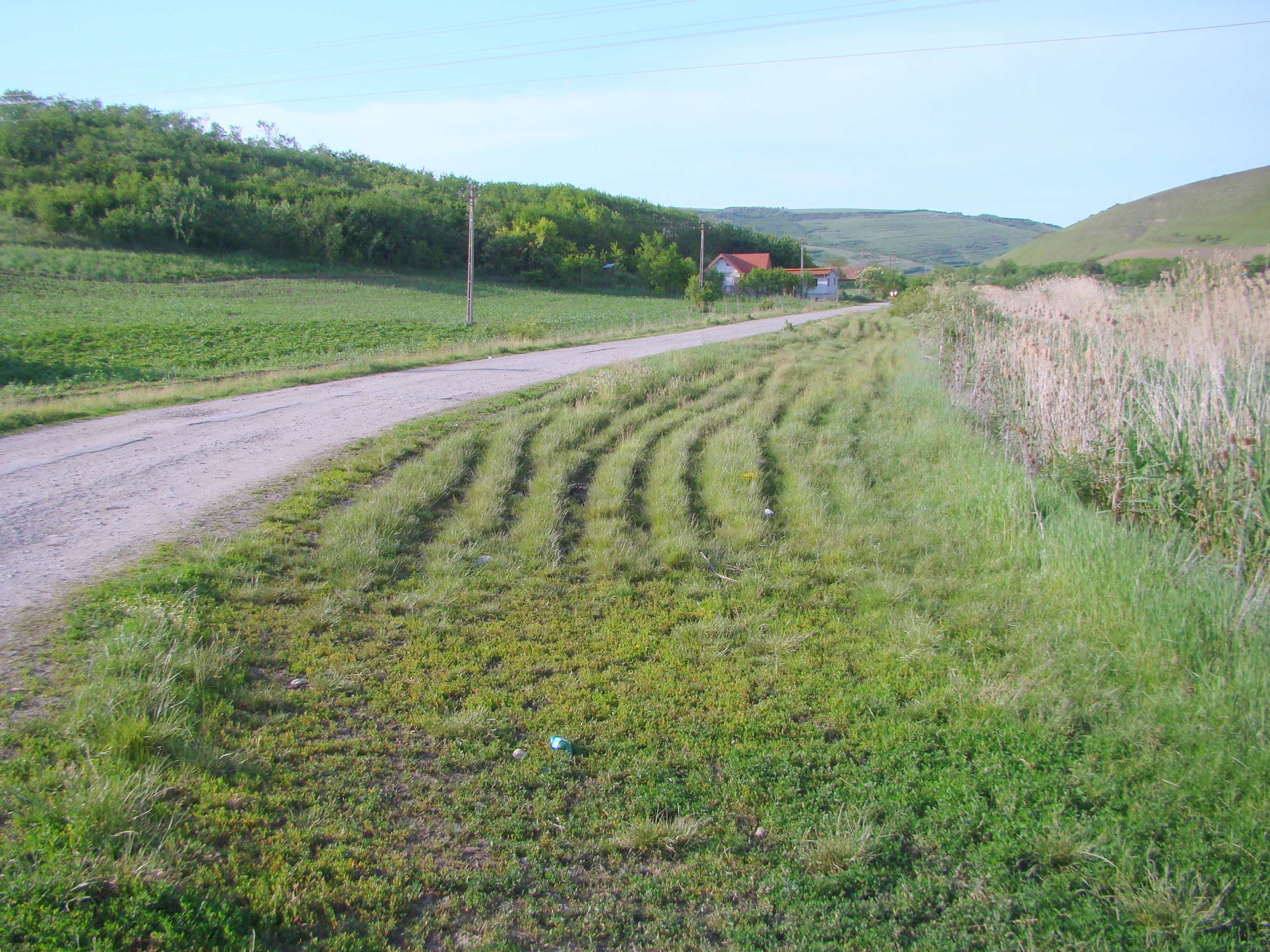
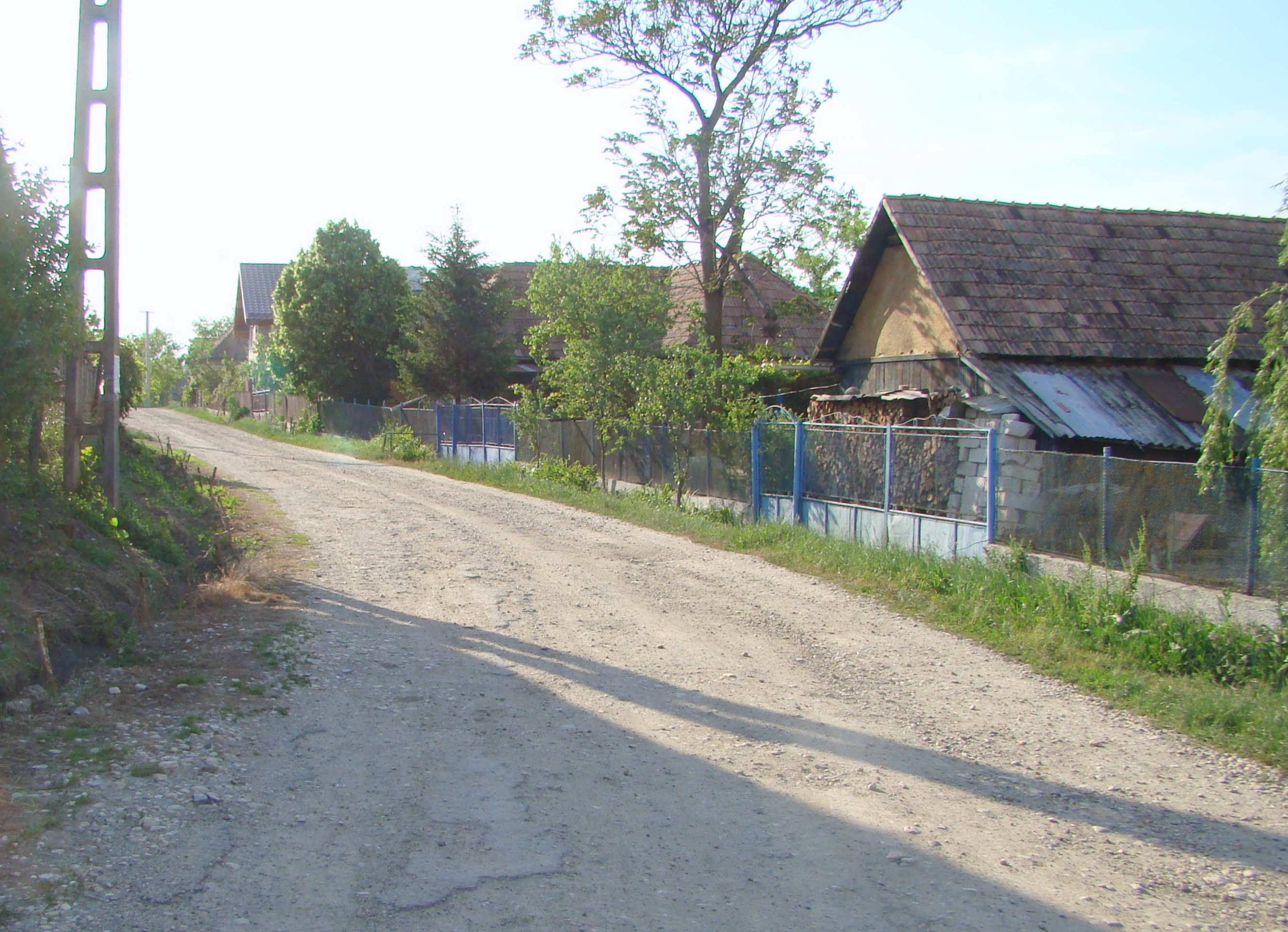
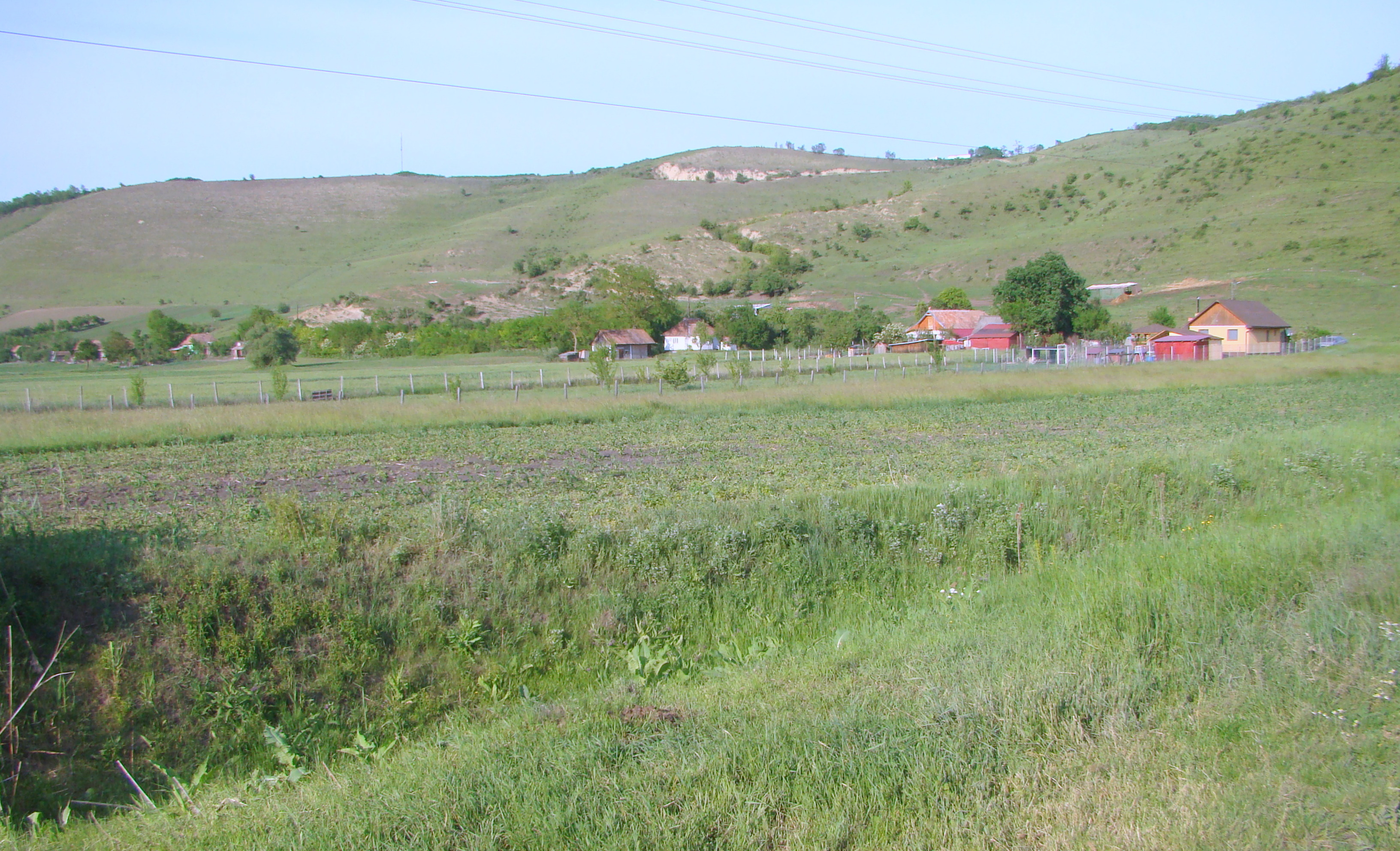
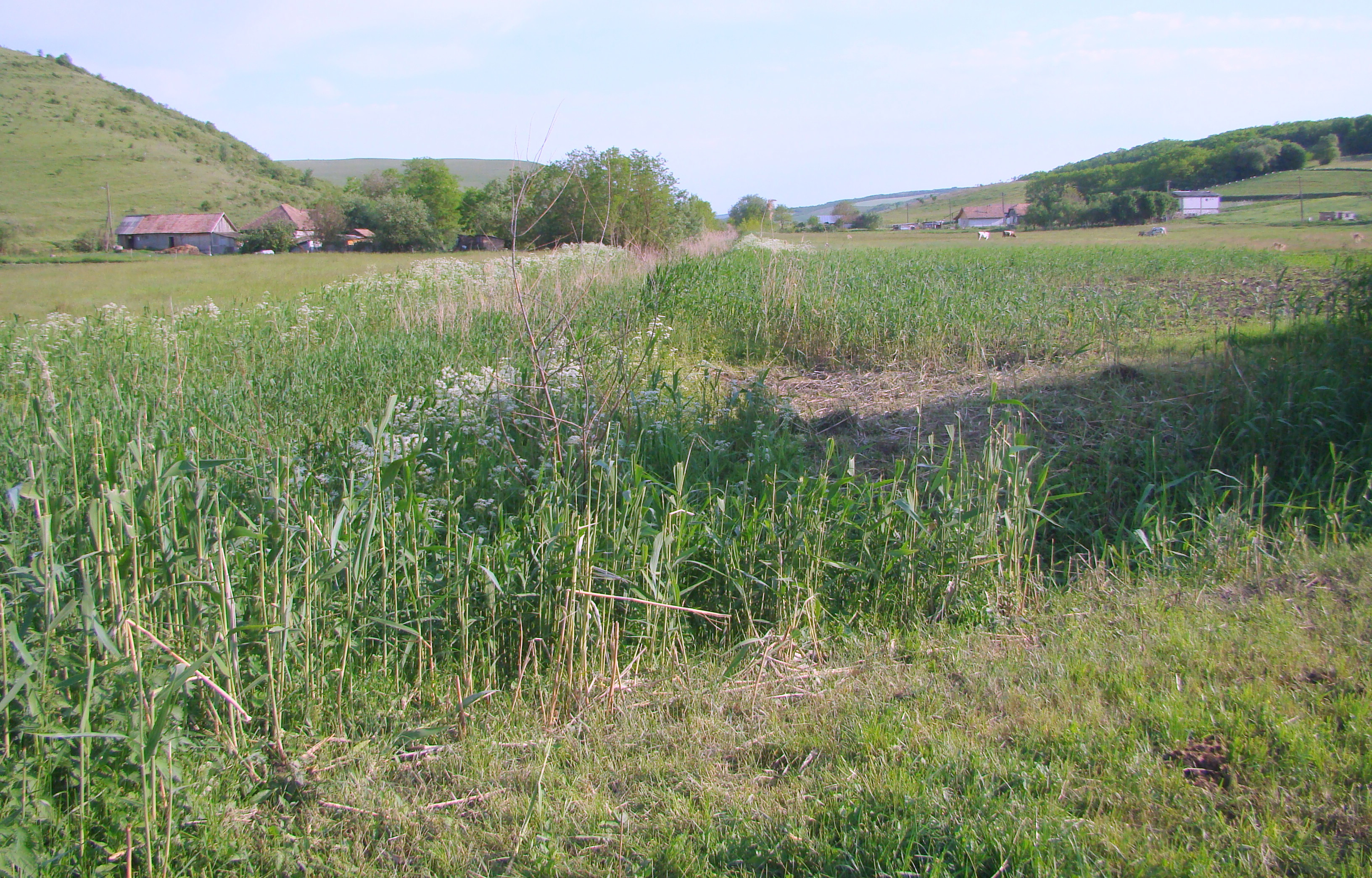